# Aulacorthum siniperillae
Aulacorthum siniperillae är en insektsart. Aulacorthum siniperillae ingår i släktet Aulacorthum och familjen långrörsbladlöss. Inga underarter finns listade i Catalogue of Life.